# Draganovo (Boergas)
Draganovo (Bulgaars: Драганово) is een dorp in het oosten van Bulgarije. Het is gelegen in de gemeente Boergas in de oblast Boergas. Het dorp ligt hemelsbreed op ongeveer 21 km afstand van de stad Boergas en 336 km ten oosten van de hoofdstad Sofia.

## Bevolking
De telling van 1934 registreerde 380 inwoners. Dit aantal nam af tot een dieptepunt van 253 inwoners in 1956, maar groeide vanaf toen verder tot een maximum van 452 inwoners in 1992. Vanaf dat moment begon het inwonersaantal weer langzaam maar geleidelijk terug te lopen. Zo werden er op 31 december 2019 zo'n 424 inwoners geteld.
Van de 433 inwoners reageerden iedereen op de optionele volkstelling van 2011. Zo'n 422 personen identificeerden zich als Bulgaarse Turken (97,5%), gevolgd door 10 etnische Bulgaren (2,3%) en 1 ondefinieerbare persoon (0,2%).
Van de 433 inwoners die in februari 2011 werden geregistreerd, waren er 81 jonger dan 15 jaar oud (18,7%), 310 inwoners waren tussen de 15 en 64 jaar (71,6%) en 42 inwoners waren 65 jaar of ouder (9,7%).